# Hermrigen
Hermrigen is een gemeente en plaats in het Zwitserse kanton Bern, en maakt deel uit van het district Seeland.
Hermrigen telt 258 inwoners.